# مطار الفجيرة الدولي
مطار الفجيرة الدولي (إياتا: FJR، إيكاو: OMFJ) هو مطار دولي يبعد عن إمارة الفجيرة في الإمارات العربية المتحدة حوالي كيلو متر واحد فقط. المطار به صالة واحدة تخدم كلا من الركاب والبضائع وهو موطن لأكاديمية الفجيرة للطيران.

## تاريخ
بدأ مطار الفجيرة عملياته في أكتوبر 1987. وقد خضع المطار منذ ذلك الحين لعملية إعادة تطوير كبيرة من خلال توقيع مذكرة تعاون مع شركة مطارات أبو ظبي في عام 2014 لبدء مخطط رئيسي للتطورات المستقبلية فيما يتعلق بالبنية التحتية للمطار ومبنى الركاب. أصبحت محطة الركاب اليوم بعد التحسينات الأخيرة قادرة على التعامل مع 2 مليون مسافر سنويًا.
في 3 ديسمبر 2022، افتتح في مطار الفجيرة مدرج جديد يبلغ طوله أكثر من 3 كيلومترات وعرضه 45 متراً. وتشمل التحسينات توسيع الممرات وعرض المدرج من 45 مترًا إلى 60 مترًا وإنشاء ممرات للخروج السريع مما يسمح بعمليات أكثر كفاءة.

## خطوط وشركات الطيران
| شركـات طيـران | الوجهات                     |
| ------------- | --------------------------- |
| طيران السلام  | مطار مسقط الدولي            |
| طيران ناس     | مطار الملك عبدالعزيز الدولي |

## وصلات خارجية
- الموقع الرسمي للمطار
- وجهات المطار
- معلومات الطيران العالمية نسخة محفوظة 28 فبراير 2005 على موقع واي باك مشين.